# Malcolm Gladwell
Malcolm Gladwell (Fareham, 3 settembre 1963) è un giornalista e sociologo canadese.

## Biografia
Nato in Inghilterra, Gladwell è cresciuto in Ontario, si è laureato in storia all'università di Toronto e risiede attualmente a New York. Dal 1987 al 1996 ha lavorato per il Washington Post, scrivendo di economia e scienze, fino a diventare capo dell'ufficio newyorkese del quotidiano. Dal 1996 ha iniziato la collaborazione con il New Yorker, giornale per il quale ha scritto gli articoli da cui sono nati i suoi libri best seller: Il punto critico. I grandi effetti dei piccoli cambiamenti (The Tipping Point, 2000), In un batter di ciglia. Il potere segreto del pensiero intuitivo (Blink, 2005) e Fuoriclasse. Storia naturale del successo (Outliers, 2008).

## Riconoscimenti
Nel 2005 Time citò Malcolm Gladwell nel suo elenco dei 100 personaggi più influenti. Tutti e tre i suoi libri raggiunsero il primo posto nella New York Times Best Seller list. Nel 2007 gli fu assegnato l'American Sociological Association's Award for Excellence in the Reporting of Social Issues, mentre l'università di Waterloo gli conferì una laurea in lettere ad honorem.

## Opere
- Il punto critico. I grandi effetti dei piccoli cambiamenti (The Tipping Point, 2000) Rizzoli, 2000. ISBN 88-17-86422-6
- In un batter di ciglia. Il potere segreto del pensiero intuitivo (Blink, 2005) Mondadori, 2005. ISBN 88-04-54865-7
- Fuoriclasse. Storia naturale del successo (Outliers, 2008) Mondadori, 2009. ISBN 978-88-04-59378-2
- Avventure nella mente degli altri. Geni incompresi, teorie paradossali e predizioni azzardate (What the Dog Saw: And Other Adventures, 2009) Mondadori, 2012. ISBN 978-88-04-61590-3
- Davide e Golia (David and Goliath: Underdogs, Misfits, and the Art of Battling Giants, 2013) Mondadori, 2014. ISBN 9788804639879
- Il Dilemma dello Sconosciuto (Talking to Strangers: What We Should Know About the People We Don't Know, 2019) DeA Planeta Libri 2020 ISBN 9788851177942